# Парламентські вибори в Чехословаччині 1925
Парламентські вибори відбулися в Чехословаччині 15 листопада 1925 року. Перемогла Республіканська партія фермерів і селян, що здобула 45 місць у Палаті депутатів і 23 місця в Сенаті. Явка склала 90,1% на виборах до Палати депутатів і 77,3% на виборах до Сенату.

## Результати

### Палата депутатів
| Партія        | Партія                                              | Голоси    | %     | Місця | +/–  |
| ------------- | --------------------------------------------------- | --------- | ----- | ----- | ---- |
|               | Республіканська партія фермерів і селян             | 970.498   | 13,66 | 45    | +17  |
|               | Комуністична партія Чехословаччини                  | 913.711   | 12,86 | 41    | нові |
|               | Чехословацька народна партія                        | 691.238   | 9,73  | 31    | –2   |
|               | Чехословацька соціал-демократична робітнича партія  | 630.894   | 8,88  | 29    | –45  |
|               | Чехословацька соціалістична партія                  | 609.915   | 8,58  | 28    | +4   |
|               | Карпаторуська трудова партія                        | 609.915   | 8,58  | 0     | нові |
|               | Фермерська ліга                                     | 571.198   | 8,03  | 24    | +11  |
|               | Словацька народна партія Глінки                     | 489.027   | 6,88  | 23    | нові |
|               | Німецька соціал-демократична робітнича партія       | 411.010   | 5,78  | 17    | +4   |
|               | Німецька християнська соціальна народна партія      | 314.440   | 4,43  | 13    | –14  |
|               | Чехословацька партія підприємців                    | 285.928   | 4,02  | 13    | +7   |
|               | Чехословацька національна демократія                | 284.628   | 4,01  | 13    | –6   |
|               | Німецька національна партія                         | 240.879   | 3,39  | 10    | нові |
|               | Німецька національна соціалістична робітнича партія | 168.278   | 2,37  | 7     | –8   |
|               | Місцева християнсько-соціалістична партія           | 85.777    | 1,21  | 4     | +4   |
|               | Єврейська партія                                    | 98.793    | 1,39  | 0     | –    |
|               | Національна робітнича партія                        | 98.240    | 1,38  | 0     | –    |
|               | Автономно-землеробський союз                        | 35.674    | 0,50  | 1     | нові |
|               | Словацька національна партія                        | 35.446    | 0,50  | 0     | –12  |
|               | Польська народна партія                             | 29.884    | 0,42  | 1     | нові |
|               | Польська соціалістична робітнича партія             | 29.884    | 0,42  | 1     | нові |
|               | Чехословацька аграрна і консервативна партія        | 27.884    | 0,39  | 0     | нові |
|               | Західнословацька християнстка соціальна партія      | 17.285    | 0,24  | 0     | нові |
|               | Єврейська економічна партія                         | 16.861    | 0,24  | 0     | нові |
|               | Чехословацька партія батраків та незаможних         | 14.453    | 0,20  | 0     | –    |
|               | Німецька вільна соціальна партія                    | 11.367    | 0,16  | 0     | нові |
|               | Незалежна комуністична партія                       | 7.854     | 0,11  | 0     | нові |
|               | Партія місцевих селян                               | 4.592     | 0,06  | 0     | нові |
|               | Громадянська партія                                 | 4.240     | 0,06  | 0     | нові |
|               | Союз християнських селян                            | 2.392     | 0,03  | 0     | нові |
|               | Партія підприємців Підкарпатської Руси              | 1.094     | 0,02  | 0     | нові |
| Загалом       | Загалом                                             | 7.073.480 | 100   | 300   | 0    |
| Джерело: CZSO |                                                     |           |       |       |      |

### Сенат
| Партія                                              | Голоси    | %    | Місця | +/-  |
| --------------------------------------------------- | --------- | ---- | ----- | ---- |
| Республіканська партія фермерів і селян             | 841,647   | 13.8 | 23    | +9   |
| Комуністична партія Чехословаччини                  | 774,454   | 12.7 | 20    | нові |
| Чехословацька народна партія                        | 618,033   | 10.1 | 16    | –2   |
| Чехословацька соціал-демократична робітнича партія  | 537,470   | 8.8  | 14    | –27  |
| Чехословацька соціалістична партія                  | 516,250   | 8.5  | 14    | +4   |
| Фермерська ліга                                     | 505,597   | 8.3  | 12    | +6   |
| Словацька народна партія Глінки                     | 417,206   | 6.8  | 12    | нові |
| Німецька соціал-демократична робітнича партія       | 363,310   | 6.0  | 9     | –7   |
| Німецька християнська соціальна народна партія      | 289,055   | 4.7  | 7     | +3   |
| Чехословацька партія підприємців                    | 257,171   | 4.2  | 6     | +3   |
| Чехословацька національна демократія                | 256,360   | 4.2  | 7     | –3   |
| Німецька національна партія                         | 214,589   | 3.5  | 5     | нові |
| Німецька національна соціалістична робітнича партія | 139,945   | 2.3  | 3     | –    |
| Місцева християнсько-соціалістична партія           | 85,777    | 1.4  | 2     | 0    |
| Словацька національна партія                        | 31,657    | 0.5  | 0     | –6   |
| Інші партії                                         | 248,196   | 4.1  | 0     | –4   |
| Загалом                                             | 6,096,717 | 100  | 150   | +8   |
| Джерело: Nohlen & Stöver                            |           |      |       |      |